# Platnickina maculata
Platnickina maculata là một loài nhện trong họ Theridiidae.
Loài này thuộc chi Platnickina. Platnickina maculata được Hajime Yoshida miêu tả năm 2001.